# Europarlamentari dell'Ungheria della V legislatura
Gli europarlamentari dell'Ungheria della V legislatura, entrati in carica il 1º maggio 2004 (detenendo, in precedenza, lo status di osservatore), furono i seguenti.

## Composizione storica
| Europarlamentare      | Lista                            | Gruppo |
| --------------------- | -------------------------------- | ------ |
| Zoltán Bagó           | Fidesz - Unione Civica Ungherese | PPE-DE |
| Mihály Balla          | Fidesz - Unione Civica Ungherese | PPE-DE |
| István Balsai         | Forum Democratico Ungherese      | PPE-DE |
| Imre Czinege          | Partito Socialista Ungherese     | PSE    |
| József Ékes           | Forum Democratico Ungherese      | PPE-DE |
| Mátyás Eörsi          | Alleanza dei Liberi Democratici  | ELDR   |
| Szabolcs Fazakas      | Partito Socialista Ungherese     | PSE    |
| Attila László Gruber  | Fidesz - Unione Civica Ungherese | PPE-DE |
| Zita Gurmai           | Partito Socialista Ungherese     | PSE    |
| András Gyürk          | Fidesz - Unione Civica Ungherese | PPE-DE |
| Gyula Hegyi           | Partito Socialista Ungherese     | PSE    |
| András Kelemen        | Forum Democratico Ungherese      | PPE-DE |
| Magda Kósáné Kovács   | Partito Socialista Ungherese     | PSE    |
| Jenő Vilmos Manninger | Fidesz - Unione Civica Ungherese | PPE-DE |
| Zsolt Németh          | Fidesz - Unione Civica Ungherese | PPE-DE |
| Csaba Őry             | Fidesz - Unione Civica Ungherese | PPE-DE |
| László Surján         | Fidesz - Unione Civica Ungherese | PPE-DE |
| Zoltán Szabó          | Partito Socialista Ungherese     | PSE    |
| József Szájer         | Fidesz - Unione Civica Ungherese | PPE-DE |
| István Szent-Iványi   | Alleanza dei Liberi Democratici  | ELDR   |
| Csaba Sándor Tabajdi  | Partito Socialista Ungherese     | PSE    |
| Ágnes Vadai           | Partito Socialista Ungherese     | PSE    |
| Gyula Vári            | Partito Socialista Ungherese     | PSE    |
| Pál Vastagh           | Partito Socialista Ungherese     | PSE    |